# 가이텐

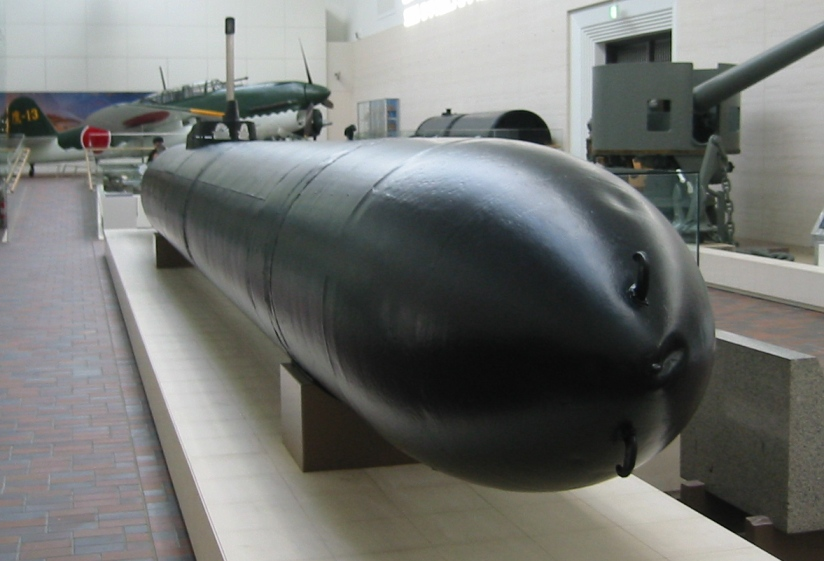

가이텐(일본어: 回天)은 제2차 세계 대전 당시 일본제국 해군에서 사용하던 전술무기로 어뢰의 명중률을 높이고자 어뢰에 조정장치와 스크류를 달아 조종사가 직접 어뢰를 몰고 적함을 들이받게 함으로써 마치 수면 아래에서 이뤄지는 가미카제와 같은 방법으로 적 함선에 피해를 주었다.
원래 가이텐은 세계 2차 대전 당시 일본제국 해군이 제작한 93식이라고 불리는 성능이 뛰어났던 어뢰였다. 이 93식 어뢰는 약 500Kg의 탄두를 탑재하고 시속 70Km의 속도로 사정거리 40Km를 자랑하는 산소어뢰로 전쟁 초반에는 Long lance 라는 이명을 얻을정도로 활약을 했으나 전쟁이 후반기로 넘어가면서 점차 연합국에서 93식 보다 더 강한 어뢰를 제작하게 되고 뇌격기 전술이 발달하게 되자 취급이 불편하고 유폭 위험이 있는 93식은 점차 애물단지가 되어 갔다. 그래서 일본제국 해군은 이 93식 어뢰를 개조하게 되는데 개조의 결과물이 자살 잠수함이자 유인 자살 어뢰로 불리는 가이텐이다.
가이텐의 길이는 약 14.7m 정도 되었으며 780Kg의 탄두를 탑재하고 있었다. 중심에는 조종사가 탈 수 있는 작은 콕핏이 있었고 조종사를 위한 잠망경까지 달려있어서 언뜻보면 잠수함처럼 생기기도 했다. 하지만 어뢰를 개조한 것이다 보니 조정이 매우 까다로워서 훈련중에만 7명의 사상자가 발생했다. 운행중에 유독가스가 생기는 문제점도 있었고 크기도 너무 커서 잠수함에 수납하지 못하고 잠수함 옆에 붙어 다녀야했다.
330대를 제작하여 실전에 투입시켰고 4척을 격침하고 피해를 8척(2척 정도 항해불능)을 입혔다. 하지만 이 계획은 무산으로 돌아갔다.
가이텐을 소재로 한 영화로는 “인간어뢰가이텐”(人間魚雷-あゝ回天) 1968年, “출구 없는 바다”(出口のない海) 2006年이 있다.